# Joan Hackett
Joan Hackett (ur. 1 marca 1934 w Nowym Jorku, zm. 8 października 1983 w Los Angeles) – amerykańska aktorka sceniczna, filmowa i telewizyjna; zdobywczyni Złotego Globu dla najlepszej aktorki drugoplanowej w 1982. Urodziła się w rodzinie katolickiej o korzeniach włosko-irlandzkich. Uczęszczała do szkół katolickich. 
Zadebiutowała rolą Gail Prentiss w operze mydlanej Młody Doktor Malone w 1959. W 1961 zdobyła Theatre World Award, Obie Award oraz prestiżową Drama Desk Award za rolę w sztuce Michaela Shurtleffa Call Me By My Rightful Name. Odtąd jej kariera nabrała rozmachu.

## Życie prywatne
Jej mężem w latach 1967 - 1973 był aktor Richard Mulligan. Ten krótki związek zakończył się rozwodem.

## Wybrana filmografia
- 1982: Paper Dolls – Julia Blake
- 1982: Sztukmistrz (The Escape Artist) – Ciotka Sybil
- 1981: Tylko gdy się śmieję (Only When I Laugh) – Toby (Złoty Glob dla najlepszej aktorki drugoplanowej w 1982)
- 1980: Cyrkowy kucyk (One Trick Pony) - Lonnie Fox
- 1979: Rozkosze zatoczki (Pleasure Cove) – Martha Harrison
- 1976: Treasure of Matecumbe - Lauriette Paxton
- 1974: Człowiek Terminal (The Terminal Man) – Dr Janet Ross
- 1974: Morderstwo nie do zapomnienia (Reflections of Murder) – Claire Elliott
- 1973: Ostatnie słowo Sheili ( Last of Sheila) –Lee
- 1972: Rivals - Christine
- 1972: Lights Out
- 1970: How Awful About Allan – Olive
- 1969: Popierajcie swego szeryfa  (Support Your Local Sheriff!) – Prudy Perkins
- 1968: Zabójstwo na zlecenie (Assignment to Kill) – Dominique Laurant
- 1968: Will Penny – Catherine Allen
- 1966: Grupa (The Group) – Dottie Renfrew (za tę rolę otrzymała nominację do nagrody BAFTA)

## Nagrody
- Złoty Glob Najlepsza aktorka drugoplanowa: 1982 Tylko gdy się śmieję